# 2005年の日本プロ野球
2005年の日本プロ野球（2005ねんのにほんぷろやきゅう）では、2005年の日本プロ野球（NPB）における動向をまとめる。

## できごと

### 1月
- 1月11日
  - 福岡ソフトバンクホークスに新外国人選手のホルベルト・カブレラとトニー・バティスタが入団[1]
- 1月22日
  - 東北楽天ゴールデンイーグルスは本拠地の宮城球場の名称を「フルキャストスタジアム宮城」とすることを発表[2]
- 1月14日
  - 阪神タイガースの藪恵壹がメジャーリーグのオークランド・アスレチックス入りすることが決定。
- 1月25日
  - 前福岡ダイエーホークスの井口資仁のメジャーリーグ・シカゴ・ホワイトソックスへの移籍が決定。
- 1月28日
  - 福岡ダイエーホークスからの株式譲渡が完了し、株式会社福岡ソフトバンクホークスが正式に発足[1]。王貞治監督が副社長とゼネラルマネージャーを兼任。

### 2月
- 2月3日
  - 前近鉄バファローズの中村紀洋がロサンゼルス・ドジャースとマイナー契約。
- 2月14日
  - 前年までのYahoo! BB STADIUMの名称が「スカイマークスタジアム」に改称[2]
- 2月25日
  - 福岡ドームの名称が「福岡 Yahoo! JAPANドーム」に改称[1]

### 3月
- 3月1日
  - 西武ドームの名称が「インボイスSEIBUドーム」に改称。西武の二軍チームは「インボイス」に改称[2]
- 3月9日
  - 千葉ロッテマリーンズは今年6月28日、29日に韓国のソウルで開催予定だった福岡ソフトバンクホークスとの公式戦を、興行面での不安から中止にすることを発表。代替試合は同日に千葉マリンスタジアムで開催[3]
- 3月26日
  - パ・リーグ公式戦が開幕[4]。新規加入球団の東北楽天ゴールデンイーグルスの球団公式戦初試合となる、千葉マリンスタジアムでの対千葉ロッテマリーンズ戦が行われ、東北楽天ゴールデンイーグルスが3対1で勝利。球団初勝利を記録[5]。
- 3月27日
  - 千葉ロッテマリーンズ対東北楽天ゴールデンイーグルス戦（千葉マリン）にて、千葉ロッテマリーンズが26対0で大勝（当該試合記事参照）。完封の得点記録としては日本プロ野球タイ、2リーグ制以降では最多となった[6]。
  - 読売ジャイアンツの河原純一と西武ライオンズの後藤光貴の交換トレードが両球団から発表された[7]。
- 3月30日
  - 読売ジャイアンツが北海道日本ハムファイターズの伊達昌司を金銭トレードで獲得したと発表。背番号は59[8]。

### 4月
- 4月1日
  - セ・リーグ公式戦が開幕[4]。中日ドラゴンズは対横浜ベイスターズ戦（ナゴヤドーム）でアレックス・オチョアがセ・リーグ史上初の開幕戦でのサヨナラ満塁本塁打を放ち勝利[4]。
- 4月2日
  - 中日ドラゴンズは対横浜ベイスターズ戦（ナゴヤドーム）で高橋光信が代打逆転サヨナラ打で、NPB史上初の開幕から2戦連続サヨナラ勝利[4]
- 4月6日
  - ヤクルトスワローズは対中日ドラゴンズ戦（明治神宮野球場）で藤井秀悟、石井弘寿、五十嵐亮太の継投で、セ・リーグ新記録の19奪三振。ヤクルトスワローズの古田敦也がセ・リーグ新記録の捕手による1試合19刺殺[9]
  - 読売ジャイアンツの前田幸長が対横浜ベイスターズ戦（横浜スタジアム）の6回にNPB史上11人目の1イニング4奪三振[10]。
- 4月14日
  - 阪神タイガースはこの日の試合に敗れ、球団通算4000敗[11]
- 4月16日
  - 読売ジャイアンツは元横浜ベイスターズで、同シーズンはシアトル・マリナーズ傘下のAAA級タコマ・レイニアーズでプレーしていたスコット・マレンの獲得を発表。背番号は69[12]。
  - 読売ジャイアンツの仁志敏久が対ヤクルトスワローズ2回戦でNPB史上10人目の1試合5三振のプロ野球タイ記録[13]。
  - 北海道日本ハムファイターズの金村曉が対東北楽天ゴールデンイーグルス戦（東京ドーム）で9回二死をとってNPB史上300人目のプロ通算1000投球回を達成[14]。
- 4月18日
  - 福岡ソフトバンクホークスのトニー・バティスタが対オリックス・バファローズ戦（ヤフードーム）で8回裏に山口和男からパ・リーグ史上通算40000本塁打[2]
- 4月19日
  - ヤクルトスワローズの古田敦也が対横浜ベイスターズ戦（神宮）の4回裏に吉川輝昭からNPB史上24人目の通算350二塁打[9]
  - 読売ジャイアンツがダン・ミセリの退団を発表[15]。
- 4月24日
  - ヤクルトスワローズの古田敦也が対広島東洋カープ戦（松山坊っちゃんスタジアム）の6回裏に大竹寛から二塁打を放ち、NPB史上32人目の通算2000安打。大学から社会人を経てプロ入りした選手では史上初、捕手としては史上2人目[9]
- 4月25日
  - コミッショナーの根來泰周は元西鉄ライオンズの池永正明の永久失格処分を解除[2]
- 4月26日
  - プロ野球実行委員会は2段モーションを厳格に適用し、禁止を徹底させることを承認[4]
- 4月29日
  - 読売ジャイアンツの清原和博が対広島東洋カープ戦（広島市民球場）で8回に広池浩司からNPB史上8人目のプロ通算500本塁打を達成[16]。

### 5月
- 5月6日
  - 日本プロ野球史上初のセ・パ交流戦（日本版インターリーグ）が開幕[4]。
- 5月9日
  - 横浜ベイスターズの三浦大輔が対東北楽天ゴールデンイーグルス戦（横浜スタジアム）でNPB通算100勝[17]
- 5月13日
  - 中日ドラゴンズの川上憲伸が対福岡ソフトバンクホークス戦（ナゴヤドーム）でNPB通算1000投球回[18]
  - 西武ライオンズの西口文也が対読売ジャイアンツ戦で9回二死まで1死球のみ無安打無得点も28人目の清水隆行に本塁打を打たれる。9回二死でノーヒットノーランを逃したのはパ・リーグ史上9人目[19]
- 5月19日
  - 中日ドラゴンズの立浪和義が対北海道日本ハムファイターズ戦（札幌ドーム）でNPB新記録の通算450二塁打[4]。
  - 読売ジャイアンツの工藤公康が対福岡ソフトバンクホークス戦（ヤフードーム）で8回まで13個の奪三振を記録。42歳での2桁奪三振はNPB史上初[20]。

### 6月
- 6月1日
  - 横浜ベイスターズは対東北楽天ゴールデンイーグルス戦（横浜スタジアム）で小池正晃が球団通算6000本塁打[21]
- 6月3日
  - 千葉ロッテマリーンズの小坂誠が対阪神タイガース戦（阪神甲子園球場）で1回表に二盗に成功し、NPB史上36人目の通算250盗塁[22]。
  - 読売ジャイアンツの二岡智宏が対福岡ソフトバンクホークス戦（東京ドーム）で新垣渚からNPB史上239人目の通算100本塁打[23]。
- 6月4日
  - 中日ドラゴンズの立浪和義が対北海道日本ハムファイターズ戦（ナゴヤドーム）で球団新記録の通算2275安打[4]
  - 北海道日本ハムファイターズがシャーマン・オバンドーを解雇し、ウェーバー公示の手続きを申請したと発表[24]。
- 6月7日
  - ヤクルトスワローズの真中満が対西武ライオンズ戦（インボイス）で8回表に長田秀一郎から二塁打を放ち、NPB史上233人目の通算1000安打[9]
- 6月10日
  - 阪神タイガースの金本知憲が対北海道日本ハムファイターズ戦で1回に入来祐作から本塁打を放ち、NPB史上4人目、交流戦導入以降では初の全球団から本塁打を達成[25][26]
  - 東北楽天ゴールデンイーグルスの前田忠節と阪神タイガースの沖原佳典の交換トレードが両球団から発表された[27]。
- 6月11日
  - 千葉ロッテマリーンズの山﨑健が対中日ドラゴンズ戦（ナゴヤドーム）で1球勝利。史上20人目[28]。
  - 福岡ソフトバンクホークスは対ヤクルトスワローズ戦（ヤフードーム）で5回裏にトニー・バティスタが球団通算7000本塁打[29]。
- 6月16日
  - 中日ドラゴンズのタイロン・ウッズが対オリックス・バファローズ戦（ナゴヤドーム）で加藤大輔からNPB通算100本塁打[18]
- 6月18日
  - セ・パ交流戦全日程終了。千葉ロッテマリーンズが初代チャンピオンとなる。
  - 横浜ベイスターズの三浦大輔が対西武ライオンズ戦（インボイス）でNPB通算1500奪三振[17]
- 6月21日
  - 阪神タイガースの赤星憲広がNPB史上初の1シーズンで11球団から盗塁[11]
  - 広島東洋カープがクリーブランド・インディアンス傘下のAAA級に所属のケニー・レイボーンの獲得を発表[30]。
  - 読売ジャイアンツがフロリダ・マーリンズ傘下のAAA級アルバカーキ・アイソトープスのバート・ミアディッチと選手契約を結んだことを発表[31]。
- 6月22日
  - 中日ドラゴンズの立浪和義が対阪神タイガース戦（大阪ドーム）で橋本健太郎からNPB通算1000四球[18]
- 6月23日
  - 広島東洋カープの野村謙二郎が対ヤクルトスワローズ戦（広島市民球場）の4回に川島亮からNPB通算2000安打を達成。東都大学野球出身選手では史上初[32]
  - 読売ジャイアンツの球団代表取締役会長に前球団オーナーの渡邊恒雄が就任[33]
- 6月28日
  - 北海道日本ハムファイターズはロサンゼルス・エンゼルス・オブ・アナハイム傘下のAAA級ソルトレイク・スティンガーズからコリー・リーを獲得したと発表。背番号は67[34]。
  - 読売ジャイアンツは5月に宮崎県で行われたアジア選手権の台湾代表で、台湾・国立体育学院2年の姜建銘の獲得を発表。背番号は97[35]。

### 7月
- 7月2日
  - 北海道日本ハムファイターズのフェルナンド・セギノールが対東北楽天ゴールデンイーグルス6回戦（フルキャストスタジアム宮城）の5回表に山村宏樹から本塁打を放ち、NPB史上5人目の全球団から本塁打を達成。前年消滅の大阪近鉄バファローズを含む13球団から本塁打、および外国人選手の達成は史上初[26]
- 7月3日
  - 長嶋茂雄読売巨人軍終身名誉監督が東京ドームで行われた読売ジャイアンツ対広島東洋カープ戦を観戦。脳梗塞で倒れて以来、1年4カ月ぶりに公の場に姿を見せた。
  - 北海道日本ハムファイターズがカルロス・ミラバルの解雇を発表[36]。
- 7月8日
  - 読売ジャイアンツがゲーブ・キャプラーとの契約を解除するためのウェーバー公示の手続きを申請したと発表[37]。
- 7月10日
  - 阪神タイガースが対中日ドラゴンズ戦に勝利し、球団新記録の9カード連続勝ち越し[11]
- 7月11日
  - 西武ライオンズのアレックス・カブレラが対千葉ロッテマリーンズ戦（インボイス）で2回に小林宏之からNPB史上84人目の通算200本塁打。538試合目での200本塁打はラルフ・ブライアントの578試合より40試合速いプロ最速記録[38]。
- 7月19日
  - オーナー会議でドラフト改革案が承認。高校と大学生、社会人の2度に分けられ、自由獲得枠を2人から1人とする[4]
  - 横浜ベイスターズのマーク・クルーンが阪神タイガース戦（阪神甲子園球場）で日本球界最速となる球速161km/hを記録。
- 7月30日
  - オリックス・バファローズの吉井理人が対北海道日本ハムファイターズ戦（釧路）で5回を5安打1失点の内容で、勝利投手となり、開幕から5連勝。40歳での5連勝はNPB史上2人目、パ・リーグでは初[39]
  - 通算349本塁打としていた読売ジャイアンツの江藤智が対中日ドラゴンズ戦（東京ドーム）で8回裏二死三塁の場面で平井正史から左翼へ大飛球を放つが天井にあたり、同球場特別ルールで左飛となり、幻の本塁打となった[40]

### 8月
- 8月6日
  - ヤクルトスワローズは対読売ジャイアンツ戦（神宮）で前日の同戦に続いて、NPBタイ記録の2試合連続毎回安打。ヤクルトスワローズのアダム・リグスが球団タイ記録の8打席連続安打[9]
- 8月7日
  - ヤクルトスワローズは対読売ジャイアンツ戦の7回までNPB新記録の23イニング連続安打、8回に記録はストップ[9]
  - 横浜ベイスターズの佐々木主浩が今季限りの現役引退を表明[41]。
- 8月11日
  - 阪神の金本知憲が対中日ドラゴンズ戦（ナゴヤドーム）に出場し、NPB史上7人目の1000試合連続出場を達成[42]。
- 8月12日
  - 横浜ベイスターズの石井琢朗が対ヤクルトスワローズ戦（横浜スタジアム）で球団新記録の通算2082安打[17]
- 8月17日
  - 阪神タイガースは対横浜ベイスターズ戦（大阪ドーム)で球団新記録の8試合連続2桁安打[11]
- 8月19日
  - ヤクルトスワローズのアレックス・ラミレスが対阪神タイガース戦（神宮）の初回に下柳剛からNPB史上137人目の通算150本塁打[9]
- 8月20日
  - 横浜ベイスターズの門倉健が対中日ドラゴンズ戦（ナゴヤドーム）で史上4人目、セ・パ交流戦導入以降で初の全球団勝利[43][44]
- 8月23日
  - 東北楽天ゴールデンイーグルスは4月に続いて、今季2度目の11連敗。シーズン2度の11連敗以上はNPB史上2度目[45]
  - 中日ドラゴンズの山本昌が対ヤクルトスワローズ戦（いわき）で球団史上初の40歳代勝利[4]
  - 阪神タイガースの井川慶が対広島東洋カープ戦（広島）で7回を投げてNPB史上304人目のプロ通算1000投球回を達成[46]。
- 8月27日
  - 西武ライオンズの西口文也が対東北楽天ゴールデンイーグルス戦（インボイス）に9回まで完全試合も、延長10回に沖原佳典に初安打を打たれる。延長で完全試合を逃したのはNPB史上初[2]
- 8月29日
  - 新球団の東北楽天ゴールデンイーグルスの今季最下位が決定[47]
- 8月31日
  - 福岡ソフトバンクホークスの斉藤和巳がNPBタイ記録の開幕から15連勝[48]
  - ウエスタンリーグは阪神が2年ぶりのリーグ優勝[11]
  - ヤクルトスワローズの岩村明憲が対読売ジャイアンツ戦（大阪ドーム）でバート・ミアディッチからNPB史上138人目の通算150本塁打[9]

### 9月
- 9月3日
  - 北海道日本ハムファイターズがエリック・アルモンテとブランドン・ナイトの解雇を発表[49]。
- 9月9日
  - 読売ジャイアンツ対中日ドラゴンズ戦（東京ドーム）の先発は読売ジャイアンツが42歳の工藤公康、中日ドラゴンズが40歳山本昌。40歳代が共に先発投手となったのはNPB史上2度目、セ・リーグでは初[50]
- 9月10日
  - 阪神タイガースは対広島東洋カープ戦（甲子園）で球団新記録の21得点[11]
  - 読売ジャイアンツの小久保裕紀が対中日ドラゴンズ戦（東京ドーム）で3回裏にルイス・マルティネスから2点本塁打を放ち、NPB史上31人目のプロ通算300本塁打[51]。
- 9月15日
  - 阪神タイガースの今岡誠が対読売ジャイアンツ戦（東京ドーム）で球団新記録のシーズン4本目の満塁本塁打[11]
  - 広島東洋カープの野村謙二郎が今季限りでの現役引退を発表[52]。
- 9月19日
  - 千葉ロッテマリーンズの初芝清が今季限りでの現役引退を表明[53]。
- 9月21日
  - 阪神タイガースは対中日ドラゴンズ戦でNPB新記録のシーズン1127奪三振[11]
- 9月23日
  - 阪神タイガースのジェフ・ウィリアムスが今季70試合目の登板で、1シーズンに同一球団から2人（藤川球児が75試合登板）が70試合登板は史上初[11]
- 9月25日
  - 福岡ソフトバンクホークスは対西武ライオンズ戦（インボイス）に4対2で勝利し、リーグ戦1位を確定[54][55]
  - 東北楽天ゴールデンイーグルスは成績不振を理由に、監督の田尾安志を解任を発表[56]
  - 千葉ロッテマリーンズは小野晋吾が今季10勝目で、同一球団から2桁勝利6人はNPBタイ記録
- 9月27日
  - 村上ファンドによる阪神タイガースの親会社の阪神電気鉄道の株の大量取得が発覚[4]
- 9月28日
  - パ・リーグのシーズン公式戦全日程が終了。1位は福岡ソフトバンクホークス。新規参入の東北楽天ゴールデンイーグルスは38勝97敗1分、最下位で1年目を終えた。東北楽天ゴールデンイーグルスの勝率.281は2リーグ制以降の新球団の1年目の成績ではワースト記録[57]
- 9月29日
  - セ・リーグ、阪神タイガースが2年ぶり5度目のリーグ優勝。また、藤川球児投手がこの日の登板でシーズン最多登板の新記録を達成した。
  - オリックス・バファローズの監督の仰木彬が辞任[58]
  - 北海道日本ハムファイターズが岩本勉と奈良原浩に戦力外通告。岩本は球団からの二軍投手コーチ就任要請を正式に断り、現役続行の意志を表明。奈良原は今季年俸の50％減を掲示して事実上の戦力外通告。また、田村藤夫バッテリー兼投手コーチ、渡辺浩司打撃コーチ、西俊児内野守備・三塁ベースコーチ、大貝恭史外野守備・走塁コーチに解任通告[59]。
- 9月30日
  - 中日ドラゴンズの岩瀬仁紀が対広島東洋カープ20回戦（ナゴヤドーム）の9回表に登板し、シーズン最多セーブタイ記録の46セーブ目を挙げる[60]。
  - 読売ジャイアンツの西山秀二が今季限りでの現役引退を表明[61]。
  - 福岡ソフトバンクホークスが出口雄大、高橋和幸、（田中）瑞季、加藤暁彦、田中直樹に戦力外通告。出口、瑞季は現役続行を希望している[62]。
  - 西武ライオンズが芝﨑和広、真山龍、トモキ（佐藤友紀）、鳥谷部健一、富岡久貴に戦力外通告[63]。

### 10月
- 10月1日
  - 阪神タイガースの赤星憲広が神宮球場での対ヤクルトスワローズ21回戦の八回表に二塁盗塁を決め、プロ通算250盗塁を達成[64]。
  - 中日ドラゴンズの岩瀬仁紀がナゴヤドームでの対広島東洋カープ21回戦にてプロ野球新記録のシーズン46セーブを達成[65]。
  - 読売ジャイアンツが清原和博の退団を発表[66]。
- 10月2日
  - 福岡ソフトバンクホークスの尾花高夫投手コーチが今季の全日程終了後に退団することを発表[67]。
  - 東北楽天ゴールデンイーグルスの大島公一が現役引退を発表[68]。
- 10月3日
  - 高校生を対象としたプロ野球ドラフト会議が東京都港区のホテルにて開催される。36年ぶりに分割開催となった[69]。
  - 読売ジャイアンツは元木大介が都内の球団事務所にて記者会見し、今季限りでの現役引退を発表[70]。
- 10月4日
  - 読売ジャイアンツが中村隼人、條辺剛、山本賢寿、中濱裕之に戦力外通告[71]。
  - 北海道日本ハムファイターズが高橋憲幸、加藤竜人、桜井幸博、阿久根鋼吉、池田剛基、石本努、上田佳範、西浦克拓に戦力外通告。加藤、上田、西浦は現役続行を希望している[72]。
- 10月5日
  - 読売ジャイアンツは監督の堀内恒夫が辞任し、原辰徳が就任すると発表[73]。
  - 読売ジャイアンツのブライアン・シコースキーが対広島東洋カープ戦に今季70試合目の登板で、1960年に堀本律雄、1965年に宮田征典が記録した球団記録の69を更新[74]。
  - ヤクルトスワローズの古田敦也が対中日ドラゴンズ21回戦（神宮球場）の8回裏に適時打を打ち、通算1000打点を達成[64]。
- 10月6日
  - ヤクルトスワローズの青木宣親が対中日ドラゴンズ22回戦（神宮球場）の1回裏に佐藤充から左前安打を打ち、シーズン193安打のセ・リーグ新記録を達成[75]。
  - 北海道日本ハムファイターズが岩本勉と芝草宇宙の自由契約と、山田勝彦の任意引退を発表[76]。
- 10月7日
  - オリックス・バファローズは、退任した仰木彬監督の後任として、ゼネラルマネジャーの中村勝広が監督に就任すると発表[77]。
  - 西武ライオンズが髙木大成に戦力外通告[78]。
- 10月9日
  - パ・リーグのプレーオフの第1ステージの第2試合が千葉マリンスタジアムで行われ、千葉ロッテマリーンズが西武ライオンズに3対1で勝利し2連勝で第2ステージ進出が決定[79]。
  - ヤクルトスワローズの佐藤真一が今季限りでの現役引退を発表[80]。
- 10月10日
  - 日本プロフェッショナル野球組織は、2006年3月開催のワールド・ベースボール・クラシックの日本代表監督に、福岡ソフトバンクホークスの監督の王貞治が就任したと発表[81]。
- 10月11日
  - ヤクルトスワローズの青木宣親が神宮球場での対横浜ベイスターズ21回戦の1回裏に門倉健から右前安打を打ち、1994年のオリックスのイチロー以来プロ野球史上2人目、またセ・リーグ初となるシーズン200安打を達成[82]。
- 10月17日
  - パ・リーグのプレーオフの第2ステージの第5戦がヤフードームで行われ、千葉ロッテマリーンズが福岡ソフトバンクホークスに3対2で勝利して対戦成績を3勝2敗とし、1974年以来31年ぶりのパ・リーグ優勝決定[83][84]。
  - 前横浜ベイスターズコーチの西岡良洋が読売ジャイアンツの一軍外野守備走塁コーチに就任[85]。
- 10月18日
  - ヤクルトスワローズは、退任した若松勉監督の後任として、古田敦也捕手が現役を続行したまま監督に就任する事が正式に決定したと発表。NPBでの選手兼任監督（プレイングマネージャー）は野村克也（当時南海ホークス）以来29年ぶりとなる[9]。
- 10月21日
  - 広島東洋カープは、退任した山本浩二監督の後任として、元広島東洋カープの内野手でクリーブランド・インディアンス傘下のAAA級バッファロー・バイソンズのマーティ・ブラウン前監督が監督に就任する事を発表した。広島東洋カープの外国人監督は31年ぶり。
- 10月22日
  - 日本シリーズが千葉マリンスタジアムで開幕。千葉ロッテマリーンズが10-1の大量リードで迎えた7回裏1死無走者で濃霧のため試合が中断、そのままコールドゲームとなった。日本シリーズの試合がコールドゲームになったのは4例目だが、勝敗が決したのは史上初。また濃霧でコールドゲームになったのも初めて。
- 10月24日
  - 前福岡ソフトバンクホークス一軍投手コーチの尾花高夫が読売ジャイアンツの一軍投手総合コーチに就任[86]。
  - 読売ジャイアンツが平岡政樹、後藤光貴、横川雄介に戦力外通告[87]。
- 10月26日 - 日本シリーズ第4戦（甲子園）が行われ、千葉ロッテマリーンズが阪神タイガースを3対2で勝利し、2002年の巨人以来、3年ぶりで、千葉ロッテマリーンズとしては球団史上初となる4連勝（4タテ）で31年ぶり3回目の日本一を達成[88]。
- 10月27日
  - 読売ジャイアンツが中日ドラゴンズの大西崇之を金銭トレードで獲得したと発表。また、読売ジャイアンツから戦力外通告を受けていた後藤光貴が金銭トレードで西武ライオンズに移籍したことを発表[89]。
  - 東北楽天ゴールデンイーグルスが阪神タイガースの中谷仁を金銭トレードで獲得したと発表[90]。
- 10月28日
  - 北海道日本ハムファイターズが中日ドラゴンズの森章剛を金銭トレードで獲得したと発表[91]。
- 10月31日
  - 阪神タイガースが久慈照嘉に戦力外通告。久慈は球団からの二軍コーチ就任要請を正式に断り、現役続行の意志を表明[92]。
  - 西武ライオンズから戦力外通告を受けた髙木大成が現役を引退、球団フロントの営業部に所属することが決定した[93]。

### 11月
- 11月1日
  - 東北楽天ゴールデンイーグルスは、退任した田尾安志監督の後任として、野村克也シダックスGM兼監督が就任する事が決定したと発表した。
- 11月6日
  - 阪神タイガースの優勝パレードが御堂筋で行われた[11]
- 11月7日
  - 読売ジャイアンツがタフィ・ローズに来季の契約を結ばないことを発表。また、ブライアン・シコースキー、スコット・マレン、バート・ミアディッチの3投手の契約を解除するためのウェーバー公示の手続きを申請したと発表[94]。
- 11月11日
  - 中日ドラゴンズはデニー友利の獲得を発表[4]
- 11月13日
  - 日本シリーズ王者として出場した千葉ロッテマリーンズがアジアシリーズ優勝。初代アジア王者となる。
- 11月16日
  - 中日ドラゴンズの仲澤忠厚が無償トレードで福岡ソフトバンクホークスへ移籍[1]
- 11月17日
  - 中日ドラゴンズからFAの野口茂樹が読売ジャイアンツへ入団[4]
- 11月18日
  - 大学生と社会人を対象としたプロ野球ドラフト会議が開催[95]
  - 広島東洋カープがグレッグ・ラロッカ、トム・デイビー、ケニー・レイボーンに来季の契約を結ばないことを発表[96]。
- 11月21日
  - 東北楽天ゴールデンイーグルスが読売ジャイアンツからウェーバー公示されていたブライアン・シコースキーの獲得を発表[97]。
- 11月22日
  - 福岡ソフトバンクホークスの城島健司捕手がシアトル・マリナーズと3年契約を結ぶ事で合意。日本人捕手初のメジャーリーガーとなる。
- 11月24日
  - 読売ジャイアンツがミルウォーキー・ブルワーズのゲーリー・グローバーの獲得を発表[98]。
- 11月25日
  - 東北楽天ゴールデンイーグルスがゲーリー・ラスを解雇したと発表[99]。
- 11月26日
  - 前中日ドラゴンズの田上秀則が福岡ソフトバンクホークスへ入団[1]
- 11月27日
  - 読売ジャイアンツがFA宣言していた西武ライオンズの豊田清の入団を発表。背番号は20[100]。
- 11月28日
  - 前北海道日本ハムファイターズの芝草宇宙が福岡ソフトバンクホークスへ入団[1]
- 11月29日
  - オリックス・バファローズが吉井理人の背番号を77から21に変更すると発表[101]。
- 11月30日
  - 西武ライオンズが小関竜也を自由契約にしたと発表[102]。
  - オリックス・バファローズがJP、カリーム・ガルシアと来季の契約対象となる保留選手名簿から外したと発表（12月2日に自由契約選手として公示）[102]。

### 12月
- 12月1日
  - 日本プロ野球選手会は古田敦也会長の後任としてヤクルトスワローズの宮本慎也選手を選出[103]。
  - プロ野球実行委員会は育成選手制度と、研修生制度の導入を正式決定[4]。その後第1回育成ドラフトが行われ、四国アイランドリーグから初の指名選手として、愛媛マンダリンパイレーツの中谷翼内野手が広島東洋カープから、西山道隆投手が福岡ソフトバンクホークスから指名を受けた[104]。
  - ヤクルトスワローズがFAとなっているマリナーズの木田優夫の獲得を発表[105]。
- 12月5日
  - 今季オリックス・バファローズの監督をつとめた仰木彬が呼吸不全で死去[58]
- 12月8日
  - オリックス・バファローズは二軍チームのサーパス神戸の名称を「サーパス」へ変更[106]
- 12月9日
  - 阪神タイガースが2004年アテネオリンピックの・オーストラリア代表で、サンディエゴ・パドレスのクリス・オクスプリングの獲得を発表。背番号は45[107]。
- 12月15日
  - 読売ジャイアンツが前オリックス・バファローズのジェレミー・パウエル（登録名はJP）の獲得を発表。背番号は42。来季からの登録名はパウエルとなる[108]。
- 12月19日
  - ヤクルトスワローズは球団名を「東京ヤクルトスワローズ」へ改称[4]
  - プロ野球実行委員会はオリックス・バファローズの専用球場を大阪ドームからスカイマークスタジアムへの変更を承認[2]
- 12月20日
  - オリックス・バファローズが読売ジャイアンツを退団した清原和博の入団を表明[109]。
  - 東京ヤクルトスワローズが前広島東洋カープのグレッグ・ラロッカの獲得を発表[110]。
- 12月21日
  - 読売ジャイアンツが千葉ロッテマリーンズの小坂誠を金銭トレードで獲得したと発表。背番号は2[111]。
  - 東北楽天ゴールデンイーグルスは読売ジャイアンツからウェーバーで獲得したブライアン・シコースキーの保留権を放棄し、自由契約選手の公示を申請したと発表[112]。
  - オリックス・バファローズがドジャース傘下のAAA級ラスベガス・アビエイターズの中村紀洋の入団を発表。背番号は8[113]。
- 12月28日
  - 東北楽天ゴールデンイーグルスは元千葉ロッテマリーンズで、同シーズンはワシントン・ナショナルズでプレーしていたリック・ショートの獲得を発表[114]。

## 競技結果

### レギュラーシーズン
本年度よりセ・パ交流戦の導入につき、セ・リーグは146試合（レギュラーシーズン22回総当たり・110試合、交流戦6回総当たり・36試合）、パ・リーグは136試合（レギュラーシーズン20回総当たり・100試合、交流戦はセと同文）となった。パ・リーグは上位3チームのプレーオフトーナメントを並行採用。
| 順位 | 球団               | 勝 | 敗 | 分 | 勝率 | 差   |
| 1位  | 阪神タイガース     | 87 | 54 | 5  | .617 | 優勝 |
| 2位  | 中日ドラゴンズ     | 79 | 66 | 1  | .545 | 10.0 |
| 3位  | 横浜ベイスターズ   | 69 | 70 | 7  | .496 | 17.0 |
| 4位  | ヤクルトスワローズ | 71 | 73 | 2  | .493 | 17.5 |
| 5位  | 読売ジャイアンツ   | 62 | 80 | 4  | .437 | 25.5 |
| 6位  | 広島東洋カープ     | 58 | 84 | 4  | .408 | 29.5 |

| 順位 | 球団                         | 勝 | 敗 | 分 | 勝率 | 差   |
| 1位  | 千葉ロッテマリーンズ         | 84 | 49 | 3  | .632 | 優勝 |
| 2位  | 福岡ソフトバンクホークス     | 89 | 45 | 2  | .664 | -4.5 |
| 3位  | 西武ライオンズ               | 67 | 69 | 0  | .493 | 18.5 |
| 4位  | オリックス・バファローズ     | 62 | 70 | 4  | .470 | 21.5 |
| 5位  | 北海道日本ハムファイターズ   | 62 | 71 | 3  | .466 | 22.0 |
| 6位  | 東北楽天ゴールデンイーグルス | 38 | 97 | 1  | .281 | 47.0 |

### セ・パ交流戦
| 順位 | 球団                         | 勝 | 敗 | 分 | 勝率 | 差   |
| 1位  | 千葉ロッテマリーンズ         | 24 | 11 | 1  | .686 | 優勝 |
| 2位  | 福岡ソフトバンクホークス     | 23 | 12 | 1  | .657 | 1.0  |
| 3位  | 阪神タイガース               | 21 | 13 | 2  | .618 | 2.5  |
| 4位  | 読売ジャイアンツ             | 18 | 14 | 4  | .563 | 4.5  |
| 5位  | ヤクルトスワローズ           | 20 | 16 | 0  | .556 | 4.5  |
| 6位  | 横浜ベイスターズ             | 19 | 17 | 0  | .528 | 5.5  |
| 7位  | オリックス・バファローズ     | 17 | 16 | 3  | .515 | 6.0  |
| 8位  | 西武ライオンズ               | 18 | 18 | 0  | .500 | 6.5  |
| 9位  | 中日ドラゴンズ               | 15 | 21 | 0  | .417 | 9.5  |
| 10位 | 北海道日本ハムファイターズ   | 12 | 22 | 2  | .353 | 11.5 |
| 11位 | 広島東洋カープ               | 11 | 24 | 1  | .314 | 13.0 |
| 12位 | 東北楽天ゴールデンイーグルス | 11 | 25 | 0  | .306 | 13.5 |

- 優勝：千葉ロッテマリーンズ

MVP： 小林宏之（ロッテ）

### パシフィック・リーグプレーオフ
| 日付                       | 試合  | ビジター球団（先攻） | スコア | ホーム球団（後攻）   | 開催球場             |
| 10月8日（土）              | 第1戦 | 西武ライオンズ       | 1 - 2  | 千葉ロッテマリーンズ | 千葉マリンスタジアム |
| 10月9日（日）              | 第2戦 | 西武ライオンズ       | 1 - 3  | 千葉ロッテマリーンズ | 千葉マリンスタジアム |
| 勝者：千葉ロッテマリーンズ |       |                      |        |                      |                      |

| 日付                       | 試合  | ビジター球団（先攻） | スコア | ホーム球団（後攻）       | 開催球場   |
| 10月12日（水）             | 第1戦 | 千葉ロッテマリーンズ | 4 - 2  | 福岡ソフトバンクホークス | 福岡ドーム |
| 10月13日（木）             | 第2戦 | 千葉ロッテマリーンズ | 3 - 2  | 福岡ソフトバンクホークス | 福岡ドーム |
| 10月15日（土）             | 第3戦 | 千葉ロッテマリーンズ | 4 - 5  | 福岡ソフトバンクホークス | 福岡ドーム |
| 10月16日（日）             | 第4戦 | 千葉ロッテマリーンズ | 2 - 3  | 福岡ソフトバンクホークス | 福岡ドーム |
| 10月17日（月）             | 第5戦 | 千葉ロッテマリーンズ | 3 - 2  | 福岡ソフトバンクホークス | 福岡ドーム |
| 勝者：千葉ロッテマリーンズ |       |                      |        |                          |            |

### 日本シリーズ
| 日付                                        | 試合   | ビジター球団（先攻） | スコア | ホーム球団（後攻）   | 開催球場             |
| ------------------------------------------- | ------ | -------------------- | ------ | -------------------- | -------------------- |
| 10月22日（土）                              | 第1戦  | 阪神タイガース       | 1 - 10 | 千葉ロッテマリーンズ | 千葉マリンスタジアム |
| 10月23日（日）                              | 第2戦  | 阪神タイガース       | 0 - 10 | 千葉ロッテマリーンズ | 千葉マリンスタジアム |
| 10月24日（月）                              | 移動日 | 移動日               | 移動日 | 移動日               | 移動日               |
| 10月25日（火）                              | 第3戦  | 千葉ロッテマリーンズ | 10 - 1 | 阪神タイガース       | 阪神甲子園球場       |
| 10月26日（水）                              | 第4戦  | 千葉ロッテマリーンズ | 3 - 2  | 阪神タイガース       | 阪神甲子園球場       |
| 優勝：千葉ロッテマリーンズ（31年ぶり3回目） |        |                      |        |                      |                      |

### 個人タイトル
|                | セントラル・リーグ | セントラル・リーグ | セントラル・リーグ | パシフィック・リーグ | パシフィック・リーグ | パシフィック・リーグ |
| タイトル       | 選手               | 球団               | 成績               | 選手                 | 球団                 | 成績                 |
| -------------- | ------------------ | ------------------ | ------------------ | -------------------- | -------------------- | -------------------- |
| 最優秀選手     | 金本知憲           | 阪神               |                    | 杉内俊哉             | ソフトバンク         |                      |
| 最優秀新人     | 青木宣親           | ヤクルト           |                    | 久保康友             | ロッテ               |                      |
| 首位打者       | 青木宣親           | ヤクルト           | .344               | 和田一浩             | 西武                 | .322                 |
| 本塁打王       | 新井貴浩           | 広島               | 43本               | 松中信彦             | ソフトバンク         | 46本                 |
| 打点王         | 今岡誠             | 阪神               | 147点              | 松中信彦             | ソフトバンク         | 121点                |
| 最多安打       | 青木宣親           | ヤクルト           | 202本              | 和田一浩             | 西武                 | 153本                |
| 盗塁王         | 赤星憲広           | 阪神               | 60個               | 西岡剛               | ロッテ               | 41個                 |
| 最高出塁率     | 福留孝介           | 中日               | .430               | 松中信彦             | ソフトバンク         | .412                 |
| 最優秀防御率   | 三浦大輔           | 横浜               | 2.52               | 杉内俊哉             | ソフトバンク         | 2.11                 |
| 最多勝利       | 黒田博樹 下柳剛    | 広島 阪神          | 15勝               | 杉内俊哉             | ソフトバンク         | 18勝                 |
| 最多奪三振     | 三浦大輔 門倉健    | 横浜               | 177個              | 松坂大輔             | 西武                 | 226個                |
| 最高勝率       | 安藤優也           | 阪神               | .688               | 斉藤和巳             | ソフトバンク         | .941                 |
| 最優秀救援投手 | 岩瀬仁紀           | 中日               | 46S                | 小林雅英             | ロッテ               | 29S                  |

### ベストナイン
|          | セントラル・リーグ | セントラル・リーグ | パシフィック・リーグ | パシフィック・リーグ |
| 守備位置 | 選手               | 球団               | 選手                 | 球団                 |
| -------- | ------------------ | ------------------ | -------------------- | -------------------- |
| 投手     | 黒田博樹           | 広島               | 杉内俊哉             | ソフトバンク         |
| 捕手     | 矢野輝弘           | 阪神               | 城島健司             | ソフトバンク         |
| 一塁手   | 新井貴浩           | 広島               | J.ズレータ           | ソフトバンク         |
| 二塁手   | 荒木雅博           | 中日               | 堀幸一               | ロッテ               |
| 三塁手   | 今岡誠             | 阪神               | 今江敏晃             | ロッテ               |
| 遊撃手   | 井端弘和           | 中日               | 西岡剛               | ロッテ               |
| 外野手   | 青木宣親           | ヤクルト           | M.フランコ           | ロッテ               |
| 外野手   | 赤星憲広           | 阪神               | 宮地克彦             | ソフトバンク         |
| 外野手   | 金本知憲           | 阪神               | 和田一浩             | 西武                 |
| 指名打者 |                    |                    | 松中信彦             | ソフトバンク         |

### オールスター戦
- 第1戦 （インボイスSEIBUドーム、7月22日）

パシフィック・リーグ 5対6 セントラル・リーグ
- 第2戦 （阪神甲子園球場、7月23日）

セントラル・リーグ 5対3 パシフィック・リーグ